# 1936年冬季奥林匹克运动会
第四屆冬季奧林匹克運動會（英語：the IV Olympic Winter Games），於1936年2月6日至16日在納粹德國的加爾米施-帕滕基興舉行，同時亦是首次由納粹德國舉辦冬季奧林匹克運動會。德國同時還主辦1936年夏季奧林匹克運動會，該屆比賽於柏林舉行，也是夏季奧運會和冬季奧運會最後一次在同一國家舉辦（原定於1940年奧運會因戰爭取消，當時計劃由日本主辦，東京承辦夏季奧運會，札幌承辦冬季奧運會）。
1936年冬季奧運會由国家社会主义体育联盟（DRL）代表組織，具體負責人為卡爾·里特·馮·哈爾特。他受帝國體育領袖漢斯·馮·查默·翁·奧斯滕的任命，出任加米施-帕滕基興第四屆冬季奧運會組織委員會主席。

## 組織與政治
雖然1936年夏季奧林匹克運動會在柏林 (消歧义)舉行時因納粹黨的政治宣傳與種族爭議（包括排除大部分猶太運動員以及傑西·歐文斯的成就）而受到廣泛檢討，但五個月前舉行的冬季奧運會同樣見證了阿道夫·希特勒宣傳機器的早期努力。
全球範圍內曾有多國試圖發起抵制此賽事的行動，許多猶太運動員也面臨來自國內外的壓力，不參加由一個公開反猶主義政權主辦的活動。
納粹為了在國際訪客抵達前柔化其強硬政策形象，採取了一些措施，例如移除德國境內常見的反猶標語。此外，在美國可能發起抵制及國際奧委會施壓下，允許猶太運動員魯迪·巴爾參加德國冰球隊。
在比賽開始前幾週，時任Universal通訊社柏林記者的威廉·夏伊勒撰寫了一系列文章，描述了比賽準備情況。他寫道：「我曾寫過……納粹在加米施撤下了所有寫著‘猶太人不受歡迎’的標語（這些標語遍佈德國），因此奧運訪客將不會看到這些猶太人遭受待遇的跡象。」

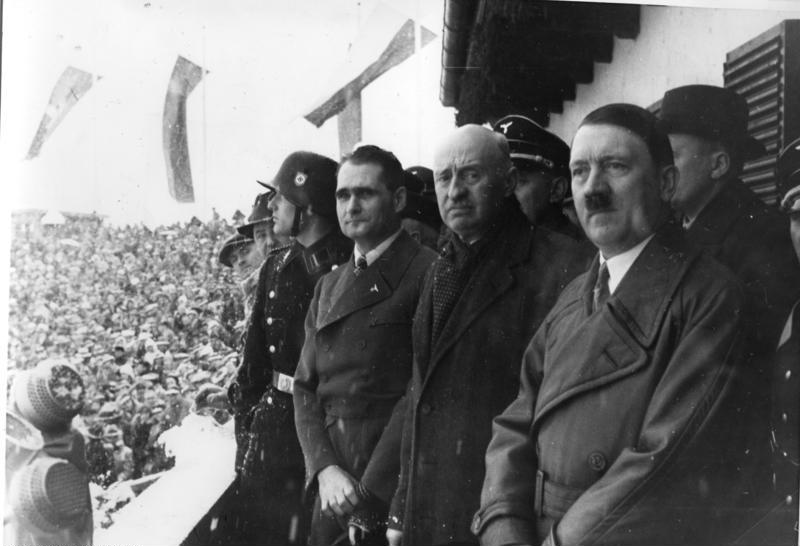
奧運會開幕式，圖中為魯道夫·赫斯、國際奧林匹克委員會主席亨利·德·巴耶-拉圖爾及阿道夫·希特勒

儘管如此，沒有任何會員國抵制本屆冬奧會，共有49個國家參賽，創下當時的參賽國數量紀錄。比賽在最小的政治爭議中完成，但加拿大滑雪隊在進入開幕式時曾舉起手臂，這看似納粹敬禮的動作引起了爭議。德國觀眾對此歡呼鼓掌，後來解釋為羅馬式敬禮（即奧林匹克敬禮），其動作與納粹敬禮相似，但手臂呈側向而非前向。
然而，即使是夏伊勒也對納粹的宣傳效果印象深刻，他寫道：
這段時間比我預期的愉快得多……總體而言，納粹在宣傳方面做得非常出色。他們以流暢且奢華的方式組織了比賽，給大多數外國訪客留下了深刻印象。他們的親切禮貌對我們這些來自柏林的人來說，顯然是表演出來的。我對此感到如此不安，以至於邀請了一些美國商人來午餐，並請我們駐柏林大使館的商務參贊道格拉斯·米勒為他們解釋一些情況。但他們卻向米勒解釋了情況，米勒幾乎插不上話……明天回柏林，繼續報導納粹政治的日常。
比賽結束後僅12天，希特勒命令德國軍隊進駐萊茵蘭非軍事化區，這是其首次違反凡爾賽條約的領土行動，並成為測試歐洲各國對德國軍事擴張決心的重要一步。西方列強未採取任何行動，歐洲由此邁向第二次世界大戰的第一步。

## 焦點
- 德國滑雪選手威利·博格納（英语：Willy Bogner, Sr.）在開幕式上宣讀了奧林匹克誓詞。
- 高山滑雪首次亮相冬季奧運會，以高山滑雪全能（Alpine skiing combined）形式進行，結合選手在滑降和迴轉滑雪的成績。德國選手弗朗茨·普夫尼尔和克丽斯特尔·克兰茨分別贏得男子和女子高山滑雪全能金牌。
- 挪威選手伊瓦尔·巴朗格鲁德在速度滑冰四項比賽中奪得三枚金牌。
- 索尼娅·赫尼在女子花式滑冰比賽中贏得她的第三枚連續金牌。
- 瑞士隊以5分19秒85的總成績贏得四人雪橇比賽冠軍。
- 英國男子國家冰球隊在冰球比賽中爆冷擊敗1932年金牌得主加拿大国家男子冰球队，由埃德加·布倫奇利在最後90秒內打入制勝球。
- 挪威以總計7枚金牌、5枚銀牌和3枚銅牌的成績贏得本屆冬奧會總排名第一。
- 1936年冬季奧運會頒發了史上最大且最重的獎牌：直徑100（3.9英寸）、厚度4（0.16英寸），重量達324克（11.4盎司）。

## 參賽國家及地區
| - 奥地利 - 比利时 - 保加利亚 - 加拿大 - 捷克斯洛伐克 - 爱沙尼亚 - 芬兰 - 法国 - 德国 |  | - 英国 - 希腊 - 匈牙利 - 意大利 - 日本 - 拉脱维亚 - 列支敦士登 - 卢森堡 - 荷兰 |  | - 挪威 - 波兰 - 罗马尼亚 - 西班牙 - 瑞典 - 瑞士 - 土耳其 - 美国 - 南斯拉夫 |

## 奖牌榜
| 排名 | 国家／地区    | 金牌 | 银牌 | 铜牌 | 總數 |
| ---- | ------------- | ---- | ---- | ---- | ---- |
| 1    | 挪威          | 7    | 5    | 3    | 15   |
| 2    | 德国 (主辦國) | 3    | 3    | 0    | 6    |
| 3    | 瑞典          | 2    | 2    | 3    | 7    |
| 4    | 芬兰          | 1    | 2    | 3    | 6    |
| 5    | 瑞士          | 1    | 2    | 0    | 3    |
| 6    | 奥地利        | 1    | 1    | 2    | 4    |
| 7    | 英国          | 1    | 1    | 1    | 3    |
| 8    | 美国          | 1    | 0    | 3    | 4    |
| 9    | 加拿大        | 0    | 1    | 0    | 1    |
| 10   | 法国          | 0    | 0    | 1    | 1    |
| 10   | 匈牙利        | 0    | 0    | 1    | 1    |
| 總計 | 總計          | 17   | 17   | 17   | 51   |